# Pascal Zerressen
Pascal Zerressen (* 22. November 1992 in Tönisvorst) ist ein deutscher Eishockeyspieler, der seit Juli 2025 bei den Eisbären Regensburg aus der DEL2 unter Vertrag steht und dort auf der Position des Verteidigers spielt. Zuvor war Zerressen unter anderem für die Krefeld Pinguine und Kölner Haie in der Deutschen Eishockey Liga (DEL) aktiv.

## Karriere

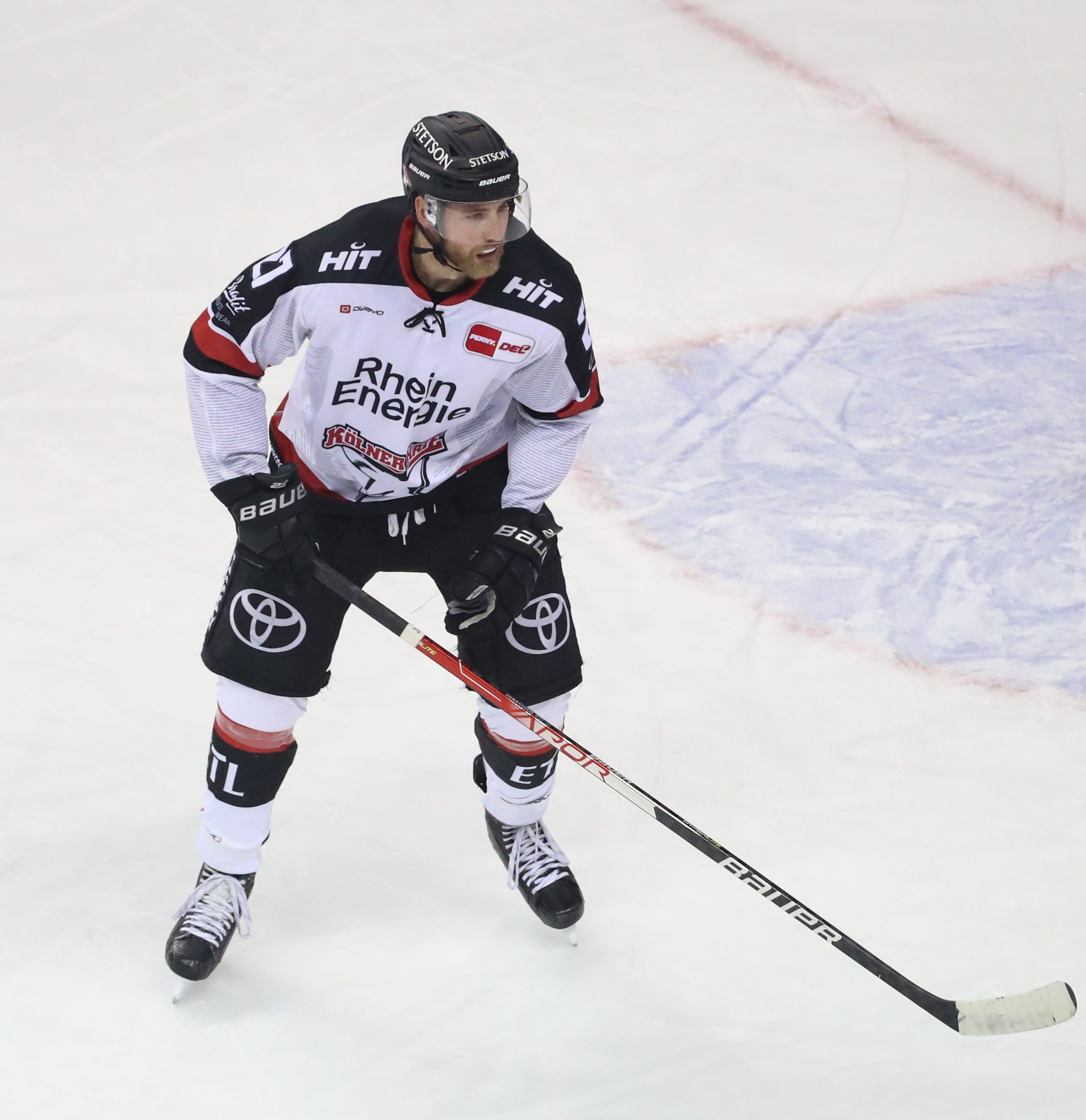
Zerressen im Trikot der Kölner Haie (2021)

Zerressen begann im Jahre 2002 seine Karriere als Eishockeyspieler in der Nachwuchsabteilung des Krefelder EV, für die er zunächst bis zum Jahr 2006 aktiv war. Anschließend war der Verteidiger drei Jahre im Nachwuchsbereich der Düsseldorfer EG aktiv, wo er eine Spielzeit in der Schüler-Bundesliga sowie zwei Spielzeiten in der Deutschen Nachwuchsliga (DNL) verbrachte. Zudem spielte er in der Saison 2008/09 parallel auch für die zweite Mannschaft der Düsseldorfer EG in der West-Gruppe der viertklassigen Regionalliga, wo er zugleich auch in den Spielen der Aufstiegsrunde zur Oberliga als damals jüngster Spieler der DEG auf dem Eis stand.
Zur Saison 2009/10 kehrte Zerressen nach Krefeld zurück, wo er für die DNL-Mannschaft spielte. In derselben Spielzeit nahm der Abwehrspieler bereits sporadisch am Training der Profimannschaft der Krefeld Pinguine teil, bevor er im Mai 2010 seinen ersten Profivertrag bis 2015 bei den Pinguinen unterschrieb. Zerressen besaß zusätzlich für die Spielzeit 2010/11 eine Förderlizenz für die DNL-Mannschaft des Krefelder EV in der Deutschen Nachwuchsliga. Der Verteidiger bestritt seine ersten Einsätze mit der Profimannschaft des KEV im August 2010 im Rahmen der Saisonvorbereitung. Seinen ersten Profieinsatz in einem Meisterschaftsspiel bestritt der Spieler zum Beginn der Saison 2010/11 in der Deutschen Eishockey Liga (DEL) beim Spiel gegen die Straubing Tigers. In der Saison 2012/13 spielte Zerressen ab November für den SC Riessersee in der 2. Eishockey-Bundesliga, wobei die Krefeld Pinguine die Option besaßen, Zerressen jederzeit zurückzuholen.
Zur Saison 2013/14 wechselte Zerressen zu den Kölner Haien in die DEL. Dort unterschrieb er zunächst einen Zweijahresvertrag bis Mai 2015, der in den folgenden Jahren regelmäßig verlängert wurde. Bei den Haien entwickelte sich Zerressen zu einem Führungs- und Nationalspieler. Im Sommer 2022 entschied er sich zu einer Rückkehr zu den Pinguinen, die kurz zuvor in die zweitklassige DEL2 abgestiegen waren. Bis zu diesem Zeitpunkt hatte er 542 DEL-Spiele absolviert, in denen er 20 Tore und 66 Vorlagen erzielt hatte. Nach einem Jahr in Krefeld, in dem der anvisierte Wiederaufstieg in die DEL nicht gelungen war, wechselte Zerressen zur Spielzeit 2023/24 innerhalb der Liga zum Absteiger Bietigheim Steelers. Mit dem Klub, dessen Mannschaftskapitän er war, stieg der Verteidiger am Ende der Saison in die Oberliga ab und verließ ihn kurze Zeit später. Zur Saison 2024/25 wurde der Abwehrspieler von den Starbulls Rosenheim verpflichtet, ehe er sich nach nur einer Spielzeit dem Ligakonkurrenten Eisbären Regensburg anschloss.

### International
Mit der deutschen U18-Nationalmannschaft nahm Zerressen im April 2010 an der U18-Junioren-Weltmeisterschaft der Division I 2010 im polnischen Krynica-Zdrój teil. Dort gelang ihm mit der Mannschaft der direkte Wiederaufstieg in die Top-Division. Gleiches schaffte der Verteidiger im Dezember 2011 mit der U20-Nationalmannschaft bei der U20-Junioren-Weltmeisterschaft der Division IA. Zerressen bestritt für die deutschen Junioren-Nationalmannschaften insgesamt 41 Länderspiele.
Im Frühling 2017 erhielt er seine erste Berufung in die A-Nationalmannschaft und absolvierte bis 2022 insgesamt 23 Länderspiele. Unter anderem nahm er in diesem Zeitraum an den Austragungen des Deutschland Cups in den Jahren 2017 und 2018 teil.

## Erfolge und Auszeichnungen
- 2010 Aufstieg in die Top-Division bei der U18-Junioren-Weltmeisterschaft der Division I
- 2012 Aufstieg in die Top-Division bei der U20-Junioren-Weltmeisterschaft der Division IA

## Karrierestatistik
Stand: Ende der Saison 2024/25

### International
Vertrat Deutschland bei:
- U18-Junioren-Weltmeisterschaft der Division I 2010
- U20-Junioren-Weltmeisterschaft der Division IA 2012

(Legende zur Spielerstatistik: Sp oder GP = absolvierte Spiele; T oder G = erzielte Tore; V oder A = erzielte Assists; Pkt oder Pts = erzielte Scorerpunkte; SM oder PIM = erhaltene Strafminuten; +/− = Plus/Minus-Bilanz; PP = erzielte Überzahltore; SH = erzielte Unterzahltore; GW = erzielte Siegtore; 1 Play-downs/Relegation; Kursiv: Statistik nicht vollständig)